# Pentacentrus minutus
Pentacentrus minutus är en insektsart som beskrevs av Lucien Chopard 1927. Pentacentrus minutus ingår i släktet Pentacentrus och familjen syrsor. Inga underarter finns listade i Catalogue of Life.